# Municipio de Trumbull
El municipio de Trumbull (en inglés: Trumbull Township) es un municipio ubicado en el condado de Ashtabula en el estado estadounidense de Ohio. En el año 2010 tenía una población de 1408 habitantes y una densidad poblacional de 21,17 personas por km².

## Geografía
El municipio de Trumbull se encuentra ubicado en las coordenadas 41°41′23″N 80°56′53″O / 41.68972, -80.94806. Según la Oficina del Censo de los Estados Unidos, el municipio tiene una superficie total de 66.5 km², de la cual 66.47 km² corresponden a tierra firme y (0.04%) 0.03 km² es agua.

## Demografía
Según el censo de 2010, había 1408 personas residiendo en el municipio de Trumbull. La densidad de población era de 21,17 hab./km². De los 1408 habitantes, el municipio de Trumbull estaba compuesto por el 96.73% blancos, el 1.21% eran afroamericanos, el 0.21% eran amerindios, el 0.14% eran asiáticos, el 0.14% eran isleños del Pacífico, el 0.28% eran de otras razas y el 1.28% pertenecían a dos o más razas. Del total de la población el 1.56% eran hispanos o latinos de cualquier raza.